# Bulbophyllum muscarirubrum
Bulbophyllum muscarirubrum là một loài phong lan thuộc chi Bulbophyllum.